# Golden Agri-Resources
Golden-Agri Resources (GAR) er en singaporeansk palmeolieproducent, som siden 1999 var været børsnoteret på Singapore Exchange. Alnoor er et datterselskab til GAR. Virksomheden blev etableret i 1987.